# 中西哲生
中西 哲生（なかにし てつお、1969年9月8日 - ）は、日本の元サッカー選手、サッカー解説者、スポーツジャーナリスト。愛知県名古屋市出身。現役時代のポジションはディフェンダー、ミッドフィールダー。引退後は芸能事務所の三桂所属。父は大阪大学名誉教授（分子生物学）の中西康夫。

## 人物

### 選手時代
小学校3年生の頃からサッカーを始め、名古屋大学附属高校時代に愛知FCでプレー、同志社大学経済学部を経て、1992年にJリーグの名古屋グランパスエイトに入団。中盤の選手として攻撃面で活躍し、途中出場からの貴重なゴールを決められる選手として活躍した。
1995年7月12日の対ヴェルディ川崎戦で控えの選手としてベンチにいた中西が、審判に侮辱行為をしたとしてレッドカードを出され退場させられた。試合に出る前に退場させられたJリーグ史上初のケースだった。
1995年、グランパス黄金期には、浅野哲也とのレギュラー争いには負け、控えに回ることが多かった。
1997年には当時JFLからJリーグ昇格を目指した川崎フロンターレに移籍し、守備的な中盤（ボランチ）や後方（センターバック）にポジションを移して活躍。1998年のアビスパ福岡と戦ったJ1参入決定戦では、中西痛恨のバックパスミスにて同点で延長戦となり、Vゴールで敗退（J1参入決定予備戦）したが、1999年には主将としてチームのJ2リーグ初優勝（=J1昇格）を果たす原動力になった。この年の暮れには、自身のホームページに連載していた日記を中心にまとめた『魂の叫び　J2聖戦記』（金子達仁、戸塚啓と共著）を出版し、ベストセラーになった。
その後、2000年にはレギュラーの地位を失い、足の故障の悪化もあって、チームがわずか1年でのJ2降格をきっかけに、一旦選手としての現役を引退。プロサッカー選手としての現役最終戦はセレッソ大阪のファーストステージ優勝を阻止した試合であった。

### 引退後
2001年からスポーツジャーナリストとしての活動を開始し、放送メディアを中心に活躍。多くの引退選手とは一線を画し、指導者として後進の指導に当たるのではなく、テレビのスポーツ番組などでコメンテーターや司会者としてサッカーを視聴者や社会に伝える立場を模索して行った。2002年には名古屋時代の監督であったアーセン・ベンゲルに教えられたことを綴った『ベンゲルノート』を戸塚啓との共著で出版した。
現在は、WOWOWスペインサッカーリーグ、CS放送などでのJリーグ中継解説を初め、TBSテレビ、日本テレビ、BS-TBS等に出演している。TBSラジオ「中西哲生のスポーツボンバー!」にも（2004年10月-2005年3月）司会者として出演した。
私生活では2007年3月15日に女優の原史奈と婚約を発表し、3月20日に入籍。中西と原は2002年にBS朝日の番組「サッカー2002」で中西が解説者、原がアシスタントとして共演してからの交遊があった。2人は11月3日に結婚式を挙げた。
2008年7月12日、日本サッカー協会特任理事に就任。
引退後も川崎フロンターレとの関係が深く、同クラブの「特命大使」として川崎市内での普及活動などに関わっている。
2009年より日本サブウェイのサンドウィッチ親善大使に就任。2010年よりオリジナルサンドウィッチを期間限定販売している。なお、中西自身サブウェイのファンで、海外に行く際もサブウェイをわざわざ探したほどでもある。
2011年9月6日にタイヤ点検の重要性と交通安全を啓発するダンロップ主催のイベント「ダンロップ ハートフルドライビングプロジェクト」に参加した。
2011年から出身クラブである愛知FCの中学生世代の優秀な選手を金銭的支援やアドバイス・指導する活動を続けている。
2014年1月1日に原史奈との離婚を発表。2人の間に子供はいない。なお、離婚後も関係は良好とのこと。
2014年4月1日、桐蔭横浜大学客員教授に就任。

## 選手時代の特徴
中西は年代を経るに従ってプレー位置を変えていった。名古屋時代は中盤、それも攻撃面で期待されており、ドラガン・ストイコビッチなどのアシストを受けてゴールを決める、あるいはサイドでの突破から逆に小倉隆史などによる攻撃を助けるなどの活躍を見せた。ただし、チーム内の競争が激しかったため、先発メンバーより後半途中から登場するスーパーサブという位置付けだった。また、当時から英会話の能力を持ち、アーセン・ベンゲル監督やストイコビッチなどの外国人スタッフとのコミュニケーションを行える存在だった。
一方、川崎では本人の加齢やケガによるスピードの低下もあり、中盤でも守備的な位置（ボランチ）、3バックの中央（センターバック）として起用された。

## エピソード
- 小学生時代、同級生の母親が夏樹静子だったため、子供時代に夏樹静子小説を読んでいた。
- サッカー選手時代のニックネームは「怪獣」であった。
- ヴェンゲルから「自分の戦略を一番理解している選手」と言われていたが、同じく「その次に理解している」と言われた同ポジションの浅野の方が上背があったため、レギュラー争いに敗れている。
- 2005年にTBSアナウンサーの久保田智子や父の康夫らとホノルルマラソンに参加。終盤に足が痙攣しながらも5時間09分52秒で完走した[5]。康夫は3時間台、久保田は4時間台でゴールしていたため、この3人のうち最後のゴールとなった。
- 植田朝日らと共同でClub Atletico Real Tokyo（クラブ・アトレチコ・レアル東京）の運営に携わり、監督兼任選手として活動している。
- 自身のオフィシャルサイトでは、戸塚啓や名古屋時代の後輩である西ヶ谷隆之が日記を寄稿している。
- ガンダムシリーズフリークで、一番好きな作品は機動戦士Ζガンダム。
- 好きな番組は日本テレビで放送されている「ぶらり途中下車の旅」。タイトルコールのモノマネを披露したこともある。
- 甥は俳優の齋藤潤[6]

## 所属クラブ
- 千種サッカー少年団
- 名古屋市立猪高中学校
- 1985年 - 1987年  愛知FC (名古屋大学附属高校)
- 1988年 - 1991年  同志社大学
- 1992年 - 1996年  名古屋グランパスエイト
- 1997年 - 2000年  川崎フロンターレ

## 個人成績
| 国内大会個人成績 | 国内大会個人成績 | 国内大会個人成績 | 国内大会個人成績 | 国内大会個人成績 | 国内大会個人成績 | 国内大会個人成績 | 国内大会個人成績 | 国内大会個人成績 | 国内大会個人成績 | 国内大会個人成績 | 国内大会個人成績 |
| 年度             | クラブ           | 背番号           | リーグ           | リーグ戦         | リーグ戦         | リーグ杯         | リーグ杯         | オープン杯       | オープン杯       | 期間通算         | 期間通算         |
| 年度             | クラブ           | 背番号           | リーグ           | 出場             | 得点             | 出場             | 得点             | 出場             | 得点             | 出場             | 得点             |
| 日本             | 日本             | 日本             | 日本             | リーグ戦         | リーグ戦         | リーグ杯         | リーグ杯         | 天皇杯           | 天皇杯           | 期間通算         | 期間通算         |
| ---------------- | ---------------- | ---------------- | ---------------- | ---------------- | ---------------- | ---------------- | ---------------- | ---------------- | ---------------- | ---------------- | ---------------- |
| 1992             | 名古屋           | -                | J                | -                | -                | 10               | 0                | 1                | 0                | 11               | 0                |
| 1993             | 名古屋           | -                | J                | 4                | 0                | 0                | 0                | 2                | 0                | 6                | 0                |
| 1994             | 名古屋           | -                | J                | 37               | 1                | 0                | 0                | 0                | 0                | 37               | 1                |
| 1995             | 名古屋           | -                | J                | 33               | 6                | -                | -                | 5                | 0                | 38               | 6                |
| 1996             | 名古屋           | -                | J                | 16               | 0                | 9                | 0                | 1                | 0                | 26               | 0                |
| 1997             | 川崎             | 14               | 旧JFL            | 30               | 5                | -                | -                | 3                | 0                | 33               | 5                |
| 1998             | 川崎             | 14               | 旧JFL            | 30               | 0                | 3                | 0                | 3                | 0                | 36               | 0                |
| 1999             | 川崎             | 14               | J2               | 31               | 0                | 2                | 0                | 4                | 0                | 37               | 0                |
| 2000             | 川崎             | 14               | J1               | 5                | 0                | 0                | 0                | 0                | 0                | 5                | 0                |
| 通算             | 日本             | 日本             | J1               | 95               | 7                | 19               | 0                | 9                | 0                | 123              | 7                |
| 通算             | 日本             | 日本             | J2               | 31               | 0                | 2                | 0                | 4                | 0                | 37               | 0                |
| 通算             | 日本             | 日本             | 旧JFL            | 60               | 5                | 3                | 0                | 6                | 0                | 69               | 5                |
| 総通算           | 総通算           | 総通算           | 総通算           | 186              | 12               | 24               | 0                | 19               | 0                | 229              | 12               |

その他の公式戦
- 1996年
  - スーパーカップ 1試合0得点
  - サントリーカップ 1試合0得点
- 1998年
  - J1参入決定戦 1試合0得点

国際試合
- 1996年 アジアカップウィナーズカップ 6試合3得点

## 著書
- 魂の叫び J2聖戦記（幻冬舎、1999年）（金子達仁、戸塚啓との共著）
- ベンゲルノート（幻冬舎、2002年）（戸塚啓との共著）
- 不安定な人生を選ぶこと―買い物ワールドカップ2000〜2002（幻冬舎、2003年）
- 新・キックバイブル―日本がワールドカップで優勝するために（幻冬舎、2007年）

## 出演
- 日本テレビ（NTV）系列
  - ズームイン!!SUPER：スポーツコーナー（原則として隔週、-2010年3月）
- TBSテレビ（TBS）系列
  - NEWS23：サッカーコーナー（原則として毎週月曜）
  - サンデーモーニング（セミレギュラー）
  - 乱!総選挙2012ニッポンのよあけ（総合司会、2012年12月17日）
- テレビ朝日（EX）系列
  - GET SPORTS
  - ワイド!スクランブル（2013年4月-2014年3月26日）　水曜レギュラー
- BS-i
  - i-SPORTS Heart-Beat Weekend：サッカーコーナー
- テレビ神奈川他
  - Just Japan（2007年4月 - 2010年3月）
  - ありがとッ! （2011年4月 - 2014年3月）　金曜レギュラー（隔週）→月曜レギュラー(月1回)
  - tvk開局40周年記念 40時間特別番組「あすの地球と子どもたち～PRAY FOR HAPPINESS」（2012年9月8日 - 9日） 第1部　メインパーソナリティー（tvkのみ）
- BS朝日
  - Weekly GOLF HEADLINE（司会）
- 文化放送
  - 中西哲生のなでしこ応援団
- TOKYO FM
  - 中西哲生のクロノス（2009年4月 - 2019年3月、月-木曜日パーソナリティー）
  - TOKYO SPORTS GOOD（2019年4月 - 2020年3月、パーソナリティー）
  - TOKYO TEPPAN FRIDAY（2020年4月 - 、パーソナリティー）
- メーテレ
  - ドデスカ!

## 吹き替え
- BONES第4シーズン（18話・ビル役（クロノスに出演しているTOKYO FMアナウンサー柴田幸子（トリスタ役）と共演））